# Otoczna

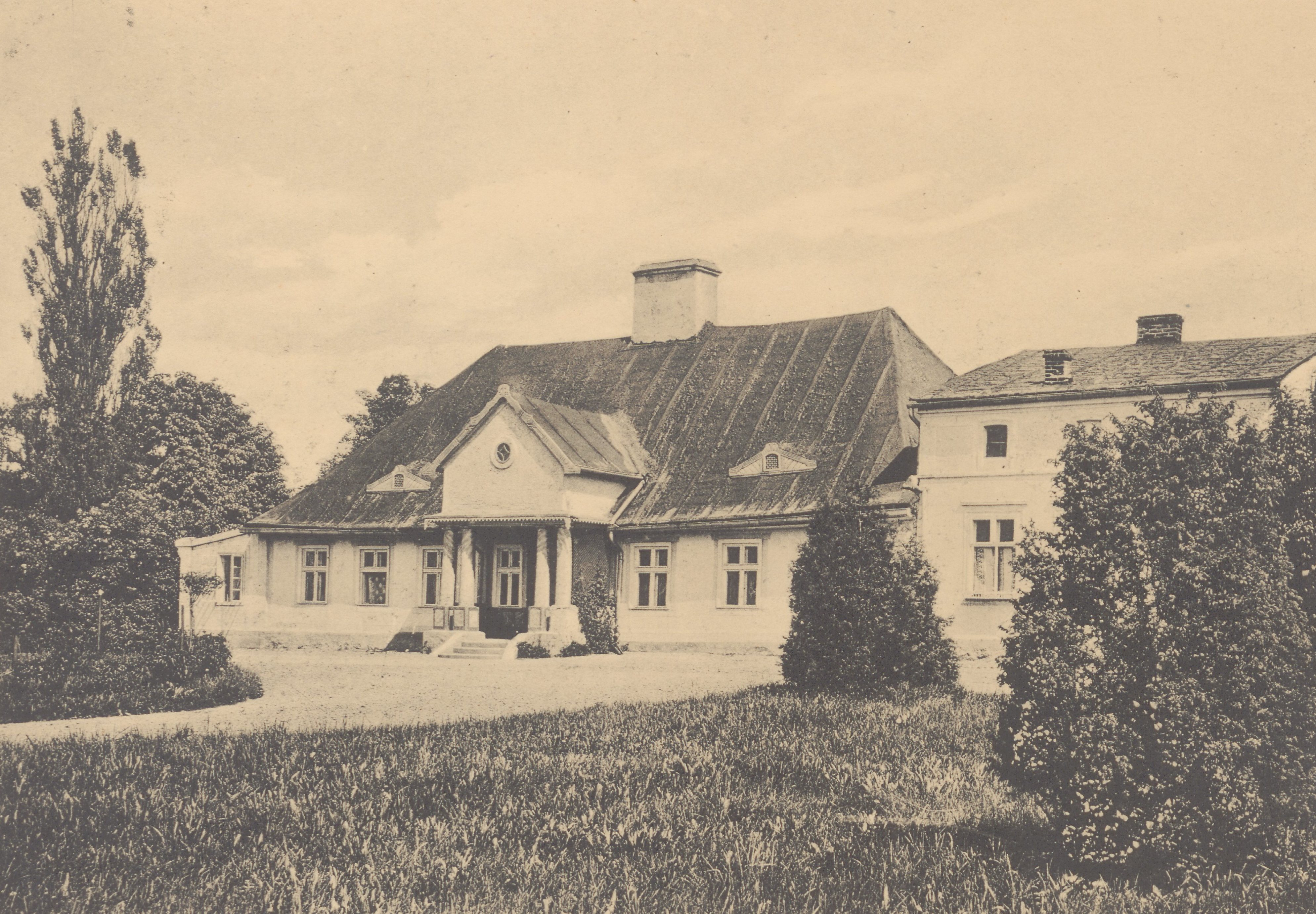
Widok dworu przed 1912

Otoczna – wieś w Polsce położona w województwie wielkopolskim, w powiecie wrzesińskim, w gminie Września.
Wieś szlachecka, własność wojewody płockiego Piotra Potulickiego, około 1580 leżała w powiecie gnieźnieńskim województwa kaliskiego. W latach 1975–1998 miejscowość administracyjnie należała do województwa poznańskiego.
We wsi jest przystanek kolejowy Otoczna.

## Położenie
Otoczna położona jest na Równinie Wrzesińskiej, około 100 m n.p.m. w dorzeczu Warty, na północnym stoku doliny rzeczki Strugi. W tej części teren jest prawie płaski, ukształtowany przez lodowiec o czym świadczą tzw. oczka polodowcowe.
W dawnych wiekach teren zalesiony (Puszcza Mokowska). Obecnie tereny zadrzewione to: park podworski, plac po kościółku, resztki parku przy szkole z nielicznymi już okazami glediczji trójcierniowych (drzewo to nie występuje w Wielkopolsce zbyt często). Wzdłuż drogi do Sędziwojewa rośnie aleja lipowa posadzona na początku XX wieku oraz topole z lat 50. XX wieku. Przy drodze, na parkingu obok szkoły, rośnie „Dąb Tysiąclecia” posadzony w 1966 z okazji Tysiąclecia Państwa Polskiego. Pod jego korzeniami jest zakopana butelka z listą dzieci i nauczycieli, którzy towarzyszyli aktowi sadzenia tego dębu. Zaś na boisku przyszkolnym stoi, jedyny już, dąb weteran – posadzony około 1912. Towarzyszą mu drzewa posadzone w latach 1980–2002.
Wzdłuż dróg rosną drzewa posadzone w różnych okresach. Najczęściej są to klony jesionolistne. Natomiast drzewa owocowe z XIX w. zachowały się przy drodze do Chwałkowic i na nieutwardzonej drodze do Gutowa (Napoleonka). Dawniej rosły również przy drodze do Węgierek i Sędziwojewa. Z tych czasów pochodzą czereśnie rosnące przy drodze za torami, w Węgierkach.

## Historia
Pierwsza wzmianka historyczna o Otocznej pochodzi z 1452. 2 września 1452 roku Stanisław Ostroróg otrzymuje od Kazimierza Jagiellończyka na wieczność 20 łanów w lesie Moków. W roku 1476 za 3122 złote węgierskie Otocznę kupuje Dobrosław Ostroróg. Nowy podział dóbr otoczyńskich następuje w roku 1545. W 1580 roku przechodzi w ręce Potulickich. W XVII wieku należy do Łęckich i Skarbków. Kilkakrotnie niszczona przez Szwedów w latach 1655–1702. W XVIII w. własność Jana Bronisza-Wieniawa z hrabiów z Paradyża i Perusztejnu. Majątek ten nabył w 1705 hrabia Ignacy Nazary Bronisz od hrabiego Skarbka. Był on dzierżawiony między innymi przez ostatniego polskiego landrata, Moszczeńskiego. Dwór zbudowany został w 1653 przez nieznanego architekta, kaplica natomiast pochodzi z XV wieku i mieści w swych podziemiach groby familijne. Marszałek Napoleona I-go, generał Davoust, stał tutaj w pochodzie na Moskwę ze sztabem i świtą w kwaterze Krewny Grabskich, właścicieli Bieganowa. Portret Bronisza namalowany był nad wejściem do zakrystii w spalonym drewnianym kościółku w Bieganowie.
Na początku XX w. Otoczna należała do przodujących folwarków. Tu pojawiła się jedna z pierwszych lokomobil w powiecie wrzesińskim oraz rozwijały się, sprowadzone z zagranicy, nowe rasy bydła. Później, w latach trzydziestych, majątek podupadł i dostał się pod zarząd komisaryczny (Ustawa sejmowa z 1932 roku). Broniszowie gospodarowali majątkiem do 1939 roku. Później wysiedleni przez Niemców.
Do najważniejszych wydarzeń w dziejach wsi należy: pobudowanie pierwszego kościoła około 1455 (spłonął w nocy z 1 na 2 listopada 1938); utrzymanie majątku w polskich rękach w okresie rozbiorowym; zbudowanie linii kolejowej Poznań – Strzałkowo w XIX w. i postawienie budynku stacji; zbudowanie nowej szkoły w 1912; istnienie obozu pracy w czasie II wojny światowej; powstanie szkoły zbiorczej w 1972, powstanie gimnazjum w 2003.
W 1919 do Otoczonej przybył Witold Jan Mościcki – ziemianin, działacz patriotyczny, najstarszy brat prezydenta Rzeczypospolitej Polskiej, Ignacego Mościckiego. Zamieszkał w majątku męża swojej córki Stefanii – Zbigniewa Bronisza z Broniszewic herbu Wieniawa. W związku z jego pobytem w Otocznej w miejscowości gościł Prezydent RP Ignacy Mościcki.